# Apogonia speculifera
Apogonia speculifera är en skalbaggsart som beskrevs av Conrad Ritsema 1904. Apogonia speculifera ingår i släktet Apogonia och familjen Melolonthidae. Inga underarter finns listade i Catalogue of Life.